# Золотая малина (премия, 2013)
33-я церемония объявления лауреатов премии «Золотая малина» за сомнительные заслуги в области кинематографа за 2012 год состоялась 23 февраля 2013 года в Лос-Анджелесе, Калифорния (за сутки до вручения наград премии «Оскар»). Номинанты были объявлены 8 января 2013.

## Статистика
| Фильм                               | номинации | победы |
| ----------------------------------- | --------- | ------ |
| • Сумерки. Сага: Рассвет — Часть 2  | 11        | 7      |
| • Папа-досвидос                     | 8         | 2      |
| • Морской бой                       | 7         | 1      |
| • Программа защиты свидетелей Мэдеи | 5         | -      |
| • Тысяча слов                       | 3         | -      |

## Список лауреатов и номинантов
• Победители выделены отдельным цветом. 
| Категории                         | Лауреаты и номинанты                                                                                |
| --------------------------------- | --------------------------------------------------------------------------------------------------- |
| Худший фильм                      | • Сумерки. Сага: Рассвет — Часть 2 / The Twilight Saga: Breaking Dawn – Part 2                      |
| Худший фильм                      | • Морской бой / Battleship                                                                          |
| Худший фильм                      | • Большое приключение на воздушном шаре / The Oogieloves in the Big Balloon Adventure               |
| Худший фильм                      | • Папа-досвидос / That's My Boy                                                                     |
| Худший фильм                      | • Тысяча слов / A Thousand Words                                                                    |
| Худшая мужская роль               | • Адам Сэндлер — «Папа-досвидос»                                                                    |
| Худшая мужская роль               | • Николас Кейдж — «Призрачный гонщик 2» и «Голодный кролик атакует»                                 |
| Худшая мужская роль               | • Эдди Мёрфи — «Тысяча слов»                                                                        |
| Худшая мужская роль               | • Роберт Паттинсон — «Сумерки. Сага: Рассвет — Часть 2»                                             |
| Худшая мужская роль               | • Тайлер Перри — «Я, Алекс Кросс» и «Хорошие поступки»                                              |
| Худшая женская роль               | • Кристен Стюарт — «Сумерки. Сага: Рассвет — Часть 2» и «Белоснежка и охотник»                      |
| Худшая женская роль               | • Кэтрин Хайгл — «Очень опасная штучка»                                                             |
| Худшая женская роль               | • Милла Йовович — «Обитель зла: Возмездие»                                                          |
| Худшая женская роль               | • Тайлер Перри (в женской одежде) — «Программа защиты свидетелей Мэдеи»                             |
| Худшая женская роль               | • Барбра Стрейзанд — «Проклятие моей матери»                                                        |
| Худшая мужская роль второго плана | • Тейлор Лотнер — «Сумерки. Сага: Рассвет — Часть 2»                                                |
| Худшая мужская роль второго плана | • Дэвид Хассельхофф —«Пираньи 3DD» (за роль самого себя)                                            |
| Худшая мужская роль второго плана | • Лиам Нисон — «Морской бой» и «Гнев Титанов»                                                       |
| Худшая мужская роль второго плана | • Ник Свардсон — «Папа-досвидос»                                                                    |
| Худшая мужская роль второго плана | • Vanilla Ice — «Папа-досвидос» (за роль самого себя)                                               |
| Худшая женская роль второго плана | • Рианна — «Морской бой»                                                                            |
| Худшая женская роль второго плана | • Джессика Бил — «Мужчина нарасхват» и «Вспомнить всё»                                              |
| Худшая женская роль второго плана | • Бруклин Деккер — «Морской бой» и «Чего ждать, когда ждёшь ребёнка»                                |
| Худшая женская роль второго плана | • Эшли Грин — «Сумерки. Сага: Рассвет — Часть 2»                                                    |
| Худшая женская роль второго плана | • Дженнифер Лопес — «Чего ждать, когда ждёшь ребёнка»                                               |
| Худший режиссёр                   | • Билл Кондон — «Сумерки. Сага: Рассвет — Часть 2»                                                  |
| Худший режиссёр                   | • Шон Андерс (англ.) — «Папа-досвидос»                                                              |
| Худший режиссёр                   | • Питер Берг — «Морской бой»                                                                        |
| Худший режиссёр                   | • Тайлер Перри — «Хорошие поступки» и «Программа защиты свидетелей Мэдеи»                           |
| Худший режиссёр                   | • Джон Путч (англ.) — «Атлант расправил плечи: Часть 2»                                             |
| Худший сценарий                   | • «Папа-досвидос»                                                                                   |
| Худший сценарий                   | • «Атлант расправил плечи: Часть 2»                                                                 |
| Худший сценарий                   | • «Морской бой»                                                                                     |
| Худший сценарий                   | • «Тысяча слов»                                                                                     |
| Худший сценарий                   | • «Сумерки. Сага: Рассвет — Часть 2»                                                                |
| Худший ремейк, пародия или сиквел | • Сумерки. Сага: Рассвет — Часть 2 / The Twilight Saga: Breaking Dawn – Part 2                      |
| Худший ремейк, пародия или сиквел | • Призрачный гонщик 2 / Ghost Rider: Spirit of Vengeance                                            |
| Худший ремейк, пародия или сиквел | • Пираньи 3DD / Piranha 3DD                                                                         |
| Худший ремейк, пародия или сиквел | • Неуловимые / Red Dawn                                                                             |
| Худший ремейк, пародия или сиквел | • Программа защиты свидетелей Мэдеи / Madea's Witness Protection                                    |
| Худший экранный дуэт              | • Маккензи Фой и Тейлор Лотнер — «Сумерки. Сага: Рассвет — Часть 2»                                 |
| Худший экранный дуэт              | • Любая комбинация персонажей из сериала «Пляж» в фильме «Три балбеса»                              |
| Худший экранный дуэт              | • Роберт Паттинсон и Кристен Стюарт — «Сумерки. Сага: Рассвет — Часть 2»                            |
| Худший экранный дуэт              | • Тайлер Перри и его женское «я» — «Программа защиты свидетелей Мэдеи»                              |
| Худший экранный дуэт              | • Адам Сэндлер с Лейтон Мистер, или с Энди Сэмберг, либо с Сьюзен Сарандон в фильме «Папа-досвидос» |
| Худший актёрский ансамбль         | • «Сумерки. Сага: Рассвет — Часть 2»                                                                |
| Худший актёрский ансамбль         | • «Морской бой»                                                                                     |
| Худший актёрский ансамбль         | • «Большое приключение на воздушном шаре»                                                           |
| Худший актёрский ансамбль         | • «Папа-досвидос»                                                                                   |
| Худший актёрский ансамбль         | • «Программа защиты свидетелей Мэдеи»                                                               |